# Protulipa
Protulipa – wieś w Chorwacji, w żupanii karlowackiej, w gminie Generalski Stol. W 2011 roku liczyła 51 mieszkańców.